# Sistem parlamentar
     Monarhii constituţionale cu sistem parlamentar
     Republici cu sistem parlamentar
     Republici prezidenţiale unde parlamentul are puteri executive

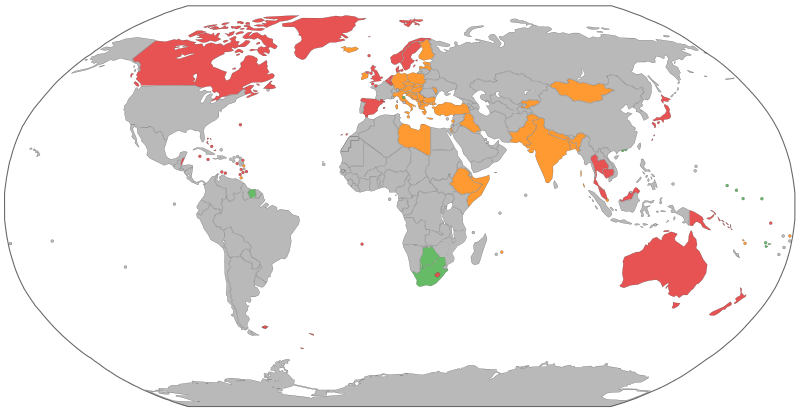
Monarhii constituţionale cu sistem parlamentar
Republici cu sistem parlamentar
Republici prezidenţiale unde parlamentul are puteri executive

Sistem parlamentar, sau democrație parlamentară, este o formă de guvernare în care șeful de guvern (conducătorul executiv) își derivă legitimitatea democratică din capacitatea de a obține sprijinul („încrederea”) majorității legislativului, față de care este responsabil. Acest șef al guvernului este, de obicei, dar nu întotdeauna, distinct de un șef de stat ceremonial. Acest sistem este diferit de cel prezidențial, unde președintele nu este pe deplin responsabil în fața legislativului și nu poate fi înlocuit printr-un simplu vot majoritar.
Țările cu sisteme parlamentare pot fi monarhii constituționale, unde un monarh este șeful statului, în timp ce șeful guvernului este aproape întotdeauna un membru al parlamentului, sau republici parlamentare, unde un președinte mai degrabă ceremonial este șeful statului, iar șeful guvernului provine din legislativ. În câteva țări, șeful guvernului este și șeful statului, dar este ales de legislativ. În parlamentele bicamerale, șeful guvernului este în general, dar nu întotdeauna, un membru al camerei inferioare.
Democrația parlamentară este forma dominantă de guvernare în Uniunea Europeană, Oceania și în fostul Imperiu Britanic, fiind răspândit și în Africa și Asia. Un sistem similar, denumit guvernare consiliu-manager, este utilizat de numeroase guverne locale din Statele Unite ale Americii.

## Sistem parlamentar în România
Sistemul parlamentar este o formă de manifestare deosebită a sistemului reprezentativ și a parlamentarismului, caracterizată de următoarele trăsături:
1. o relație strânsă între Guvern (putere executivă) și Parlament (putere legislativă);

1. compatibilitate (consens) între guvern și parlament, ceea ce înseamnă că șeful guvernului și miniștrii săi sunt și deputați, aparținâd de regulă și facțiunii / facțiunilor majoritare;

1. guvernul răspunde politic în fața Parlamentului, care poate să îi acorde acestuia un vot de neîncredere;

1. dreptul guvernului de a dizolva Parlamentul și a organiza alegeri anticipate.

În ceea ce privește criteriul principal, și anume răspunderea Parlamentului, el poate să dea guvernului, primului ministru sau miniștrilor un vot de neîncredere, sub forma unei moțiuni de cenzură sau a respingerii unei legi susținute de guvern. Dacă în cazurile mai sus prezentate, guvernul nu este capabil să își asume răspunderea, el trebuie să demisioneze, continuând însă să rămână la putere până în momentul în care este format un guvern nou.